# Fritz Roth (Bestatter)
Fritz Roth (* 1. August 1949 in Odenthal; † 13. Dezember 2012 in Essen) war ein deutscher Bestatter, Trauerbegleiter und Autor aus Bergisch Gladbach. Er war Inhaber des Unternehmens Pütz-Roth und in dieser Funktion Gründer des ersten privaten Friedhofs in Deutschland.

## Leben
Nach seiner Schulzeit, u. a. bei den Steyler Missionaren am St.-Michaels-Gymnasium in Steyl (Niederlande), spielte er mit dem Gedanken, katholischer Priester zu werden, studierte dann aber Betriebswirtschaftslehre. Er war zunächst als Manager in einem großen Energieunternehmen tätig. 1983 übernahm er das Bestattungshaus Pütz in Bergisch Gladbach. Es folgte eine Ausbildung zum Trauerpädagogen bei Jorgos Canacakis. Sein Engagement für einen anderen Umgang mit Tod und Trauer in der Gesellschaft machte ihn auch über das Bergische Land hinaus bekannt. 2006 initiierte er das Kunstprojekt Ein Koffer für die letzte Reise.
Schwerpunkt seiner Arbeit war das „Haus der menschlichen Begleitung“ in Bergisch Gladbach. Das Ensemble auf einem licht bewaldeten Hügel an der Stadtgrenze gilt international als Modell. Eher einem Landhotel als einem Bestattungsinstitut ähnelnd, integriert es die Private Trauer-Akademie, die „Villa Trauerbunt“ für trauernde Kinder, die Gärten der Übergänge und Deutschlands ersten privaten Friedhof.
Seit 2010 veranstaltete er in Kooperation mit dem Reiseveranstalter TUI Reisen für Trauernde, die speziell auf die Bedürfnisse trauernder Menschen ausgerichtet sind.
Mit vielen Mitgliedschaften und Engagements, darunter in der International Work Group of Death, Dying and Bereavement (IWG) und der Association for Death, Education and Counseling (ADEC) war er auch international tätig. Er war Mitglied im Bund Katholischer Unternehmer (BKU) und langjähriger Vorsitzender der Diözesangruppe Köln und damit der größten BKU-Regionalgruppe.
Im März 2012 wurde bei Fritz Roth Leberkrebs diagnostiziert. Roth starb am 13. Dezember 2012. Unter großer Anteilnahme fand am 29. Dezember 2012 eine ökumenische Trauerfeier im Altenberger Dom statt, an der rund 2500 Menschen teilnahmen. Dort waren die sterblichen Reste von Fritz Roth in einem roten Sarg aufgebahrt.

## Schriften
- (mit Sabine Bode): Trauer hat viele Farben. Ehrenwirth Verlag, Bergisch Gladbach 2004, ISBN 3-431-03599-X.
- (mit Sabine Bode): Trauer ist Liebe. Was menschliche Trauer wirklich braucht. Gütersloh 2006, ISBN 978-3-579-06814-5.
- (als Herausgeber): Einmal Jenseits und zurück. Ein Koffer für die letzte Reise. Gütersloh 2006, ISBN 978-3-579-03251-1.
- (mit Georg Schwikart): Nimm den Tod persönlich. Praktische Anregungen für einen individuellen Abschied. Gütersloh 2009, ISBN 978-3-579-06829-9.
- Das letzte Hemd ist bunt. Die neue Freiheit in der Sterbekultur. Campus Verlag, Frankfurt am Main 2011, ISBN 978-3-593-39476-3.

## Auszeichnungen
- 2009: Ehrenplakette der Handwerkskammer zu Köln
- 2013 (posthum): Integrationspreis der Stiftung Apfelbaum